# No Prayer for the Dying
No Prayer for the Dying er det ottende studiealbum fra den engelske heavy metal-band Iron Maiden. Det markerer gruppens første ændringer i besætningen siden 1982; guitaristen Adrian Smith forlod bandet i utilfredshed med den musikalske retning, der blev anlagt, og han har blot bidraget til en sang, "Hooks in You" på dette album. Smith blev erstattet af Janick Gers, som tidligere havde arbejdet sammen med sangeren Bruce Dickinson på dennes første soloalbum Tattooed Millionaire. 
Albummet nåede til nummer 2 på UK Albums Chart og indeholder bandets eneste sang, der nåede førstepladsen på UK Singles Chart, "Bring Your Daughter... to the Slaughter".

## Baggrund
Dette album indvarslede en ændring af den vokale stil for Bruce Dickinson fra opera-lyden i 1980'erne til en mere raspi måde at synge på. Den grundlæggende idé var at lave et mere upoleret album, hvilket inspirerede bandet til at foretage optagelser i en stald på bassist Steve Harris' ejendom i Essex med assistance fra Rolling Stones Mobile Studie. Dette betyder, at det er det første Iron Maiden-album, som er optaget i deres hjemland siden successen fra 1982, The Number of the Beast. Dickinson udtrykte i en kommentar, at "Det var lort! Det var et "lortelyds"-klingende album, og jeg ønskede, at vi ikke havde gjort det på denne måde. På det tidspunkt var jeg lige så skyldig som enhver anden med kommentarer som, " Åh, hvor fantastisk! Se, vi er alle dækket af halm!" Hvor latterligt!'"
Albummet drejede også bandet bort fra historiske og litterære lyriske temaer til fordel for et mere politisk indhold med sange, der sætter fokus på religiøs udnyttelse (som i pladens første single, "Holy Smoke") og sociale problemer ("Public Enema Number One"). No Prayer for the Dying er det eneste Iron Maiden album til dato uden en sang, der er længere end seks minutter. Det var også bandets første udgivelse for Epic Records i USA, efter at bandet havde forladt Capitol Records. Det blev solgt gennem EMI i alle områder uden for USA. Ud over gode salgstal i de fleste lande, især i Storbritannien, hvor det debuterede som nummer 2 på albumlisten, blev det bandets sidste album som opnåede guldcertificering i USA.
No Prayer for the Dying indeholder hittet "Bring Your Daughter... to the Slaughter",  som, på trods af den er forbudt at spille i BBC's programmer, stadig er Iron Maidens eneste nr. 1 hit i Storbritannien til dato. Den er skrevet af Dickinson og oprindeligt indspillet af denne med sit solo-band til film-soundtracket til A Nightmare on Elm Street 5 Harris besluttede, at denne sang ville være "fantastisk for Maiden" og fik bandet til at genindspille den.

## Kritisk modtagelse
Albummet modtog generelt blandede og fortrinsvis negative anmeldelser, blandt andet fra AllMusic, som anførte, at "sangskrivningen ikke var meget værd, når der sammenlignes med klassikere som Killers eller The Number of the Beast" og "som generelt ikke kan leve op til deres hits." Sputnikmusic var lige så negative og hævdede, at "No Prayer for the Dying er en gennemsnitlig, sløv plade, der aldrig rigtig kommer i gang."

## Medvirkende
- Bruce Dickinson – forsanger
- Dave Murray – guitar
- Janick Gers – guitar
- Steve Harris – elbas
- Nicko McBrain – trommer